# Le Renouard
Le Renouard ist eine französische Gemeinde mit 203 Einwohnern (Stand 1. Januar 2022) im Département Orne in der Region Normandie. Sie gehört zum Arrondissement Mortagne-au-Perche und zum Kanton Vimoutiers. Hier entspringt die Monne, die das Gemeindegebiet durchquert und zur Vie entwässert.

## Bevölkerungsentwicklung
| Jahr      | 1962 | 1968 | 1975 | 1982 | 1990 | 1999 | 2007 |
| Einwohner | 344  | 330  | 258  | 216  | 182  | 199  | 187  |

## Sehenswürdigkeiten
- Schloss Le Renouard der Familie Le Bailleul
- Manoir de Cauvigny (oder Schloss Corday), Sommerhaus der Charlotte Corday
- Manoir de Granchamp
- Manoir de la Cours Montreuil
- Kirche Saint-Martin von Le Ménil-Imbert

## Persönlichkeiten
- Jacques-François de Corday d’Armont (getauft 1737 in Le Mesnil-Imbert; † 1798), Vater von
- Charlotte Corday (1768–1793)